# Richard (film, 1972)
Pour les articles homonymes, voir Richard.
Pour plus de détails, voir Fiche technique et Distribution.
Richard est un film américain réalisé par Harry Hurwitz et sorti en 1972.
C'est un pamphlet contre le président Richard Nixon, sorti avant qu'éclate le scandale du Watergate.

## Synopsis
Le film est une biographie satirique d'un président américain fictif, qui ressemble par de nombreux aspects au président Richard Nixon.

## Fiche technique
- Réalisation : Harry Hurwitz
- Scénario : Harry Hurwitz, Bertrand Castelli, Lorees Yerby
- Production :  Aurora City Group
- Image : Victor Petrashevic
- Durée : 83 minutes
- Date de sortie : 31 juillet 1972 ( États-Unis)

## Distribution
- Vivian Blaine
- Imogene Bliss
- Marvin Braverman
- John Carradine
- Richard M. Dixon : Richard
- Paul Ford
- Kevin McCarthy
- Mickey Rooney

## Article annexe
- Richard Nixon dans les arts et la culture